# Farshid Mesghali
Farshid Mesghali (persan : فرشید مثقالی né en 1943 à Ispahan) est un illustrateur, peintre, sculpteur et réalisateur de films d'animation iranien. Il est lauréat du prestigieux prix international, le Prix Hans Christian Andersen, catégorie Illustration, en 1974.

## Biographie
Né à Ispahan, il suit des études d'art à l'université de Téhéran.
Entre 1979 et 1983, il vit à Paris où il expose ses peintures. Il réside ensuite aux États-Unis de 1986 à 1997, puis retourne vivre à Téhéran en 2006. 

## Œuvres
- The little black fish, texte de Samad Behrangi, illustrations de Farshid Mesghali, 1968 Traduction française : Petit poisson noir, Grandir, 2006
- Oncle Printemps, Grandir, 2009.
- Jamshid, le roi, texte de René Turc, Grandir, 2009.

## Prix et distinctions
- 1969 : « Mention d'honneur » à Biennale d'illustration de Bratislava[2] pour ses illustrations de The little black fish (Petit poisson noir) (texte de Samad Behrangi)
- 1973 : Pomme d'Or de Bratislava[2] de la Biennale d'illustration de Bratislava pour ses illustrations de Arash the Bowman (texte de S. Kasra)
- 1974 : Prix Hans Christian Andersen, catégorie Illustration